# Enrique Marco Nadal
Enrique Marco Nadal (Valencia, 1913 - 1994) fue un anarquista español, que fue secretario general de la CNT en la clandestinidad durante el primer franquismo.

## Biografía
Obrero ferroviario y militante libertario desde su juventud. Después de salir de España exiliado combatió en las filas aliadas en la Segunda Guerra Mundial. Tras su regreso clandestino a España, luchó contra la dictadura de Franco y fue secretario general de la CNT en la clandestinidad desde mayo de 1946 hasta abril de 1947. Fue condenado a muerte por el franquismo y habiéndosele conmutado la pena sufrió años de prisión.
Durante los cien días que estuvo detenido entre Barcelona y Madrid fue sometido a torturas por la policía franquista. En septiembre de 1947 fue trasladado a la prisión de Alcalá de Henares.
Tras salir de la cárcel siguió activo en la clandestinidad y a mediados de los años 60 participó en la delegación de representantes de la CNT (encabezada por Lorenzo Íñigo Granizo) en unas conversaciones con la Organización Sindical franquista, con el fin de sondear la posibilidad de apertura del régimen y de volver a participar en la lucha sindical y política. En momentos de tensión político se mostró partidario del diálogo y rechazó el recurso a la violencia de otros sindicalistas que, desde el exilio, decían representar a la CNT. Así, por ejemplo, condenó el secuestro de monseñor Ussia.

## Libros
- Todos, contra Franco: la Alianza Nacional de Fuerzas Democráticas, 1944-1947, Madrid: Queimada, 1982, ISBN 84-85735-17-X
- Condenado a muerte